# Котулін (Сілезьке воєводство)
Котулін (пол. Kotulin) — село в Польщі, у гміні Тошек Гливицького повіту Сілезького воєводства.
Населення — 1204 особи (2011).
У 1975—1998 роках село належало до Катовицького воєводства.

## Демографія
Демографічна структура станом на 31 березня 2011 року:
|          | Загалом | Допрацездатний вік | Працездатний вік | Постпрацездатний вік |
| -------- | ------- | ------------------ | ---------------- | -------------------- |
| Чоловіки | 590     | 94                 | 413              | 83                   |
| Жінки    | 614     | 80                 | 377              | 157                  |
| Разом    | 1204    | 174                | 790              | 240                  |